# Rathaus Detmold
Das Detmolder Rathaus, auch Neues Rathaus genannt, ist ein denkmalgeschütztes Gebäude in Detmold im nordrhein-westfälischen Kreis Lippe in Deutschland.

## Geschichte
Das alte Rathaus stand auf den Grundmauern des 1547 abgebrannten mittelalterlichen Vorgängers. Es bestand vom Ende des 16. Jahrhunderts bis 1827 und unterteilte den heutigen Marktplatz in Nord-Süd-Richtung in Kirchplatz und alten Marktplatz. Dieses Gebäude wurde zusammen mit drei angrenzenden Bürgerhäusern 1827 abgerissen, um Platz für das neue Rathaus zu schaffen.
Zwischen 1828 – die Grundsteinlegung erfolgte am 18. September – und 1830 wurde dann das neue Rathaus nach einem Entwurf von Landbaumeister Justus Kühnert aus der kurhessischen Exklave Rinteln errichtet. Die Bauausführung erfolgte durch den Bauführer Ferdinand Wiss zusammen mit dem Maurermeister Rakelmann. Das Richtfest fand am 2. Dezember 1829 statt, im Januar 1831 war das Rathaus bezugsfertig. In den beiden darauffolgenden Jahren wurde der Kirchhof planiert und gepflastert.
Das ursprüngliche Gebäude bestand aus zwei rechtwinklig angeordneten Flügeln zum Markt und zur Langen Straße, mit einem kleinen Stall im inneren Winkel. 1902 wurde der Rathausbau nach Nordwesten erweitert und erhielt seine heutige, quadratische Form.
Das Innere des Rathauses wurde zuletzt 1993/94 umgebaut.

## Architektur
Der dreigeschossige, in klassizistischer Form ausgeführte Putzbau wird von einem flachen Walmdach bedeckt. Die Werksteine der Ecklisenen sind als Diamantschnitt-Quader ausgeführt, unter dem Dach mit deutlichen Konsolen, die als Zahnschnittfries ein Kranzgesims bilden, und um die Fenster mit gerader Verdachung.
Zum Marktplatz besitzt das Gebäude neun, zur Langen Straße sieben Fensterachsen. An der Westseite (zur Erlöserkirche) sind aus den ehemals drei später sechs Fensterachsen geworden. Der Haupteingang zum Markt wird durch eine große, doppelläufige Freitreppe bestimmt, im ersten Obergeschoss mit vorgelegtem Säulenportikus, bestehend aus vier dorischen Säulen mit aufgesetztem Dreiecksgiebel.

## Sonstiges
Einschließlich der Abbruchkosten betrugen die erheblichen Baukosten 40.000 Taler. Sie wurden durch Darlehen, Rücklagen und einen Zuschuss des Fürsten Leopold II. sowie die Erhebung von Sondersteuern aufgebracht.
Das Rathaus diente – wie schon seine Vorgänger – nicht nur dem Rat, sondern auch als öffentliches Tanzhaus und Ratskeller.